# Dzhamolidin Abduzhaparov
Djamolidine Abdoujaparov (Taskent, Uzbekistán, 28 de febrero de 1964), apodado El califa o El terror de Tashkent, es un ciclista uzbeco retirado, profesional entre los años 1990 y 1997, durante los cuales logró 54 victorias.

## Carrera profesional
Antes de pasar al ciclismo profesional, Abdou obtuvo buenos resultados en las categorías inferiores, llegando a proclamarse campeón en ruta de la Unión Soviética. Fue 5.º en la prueba de ruta de los Juegos Olímpicos de 1988, que compitió por la Unión Soviética. Posteriormente disputó los Juegos Olímpicos de 1996, esta vez bajo la bandera de su Uzbekistán natal, ya independiente.
Excelente esprínter, logró victorias de etapa en las tres Grandes Vueltas al obtener 7 victorias en la Vuelta a España, 1 en el Giro de Italia y 9 en el Tour de Francia. También consiguió la clasificación por puntos de la Vuelta (1992), del Giro (1994) y del Tour (1991, 1993 y 1994). 
Era famoso por su agresivo estilo de esprintar, y por mover excesivamente su bicicleta, con lo que consiguió unos cuantos enemigos en el pelotón y más de una caída.

## Palmarés

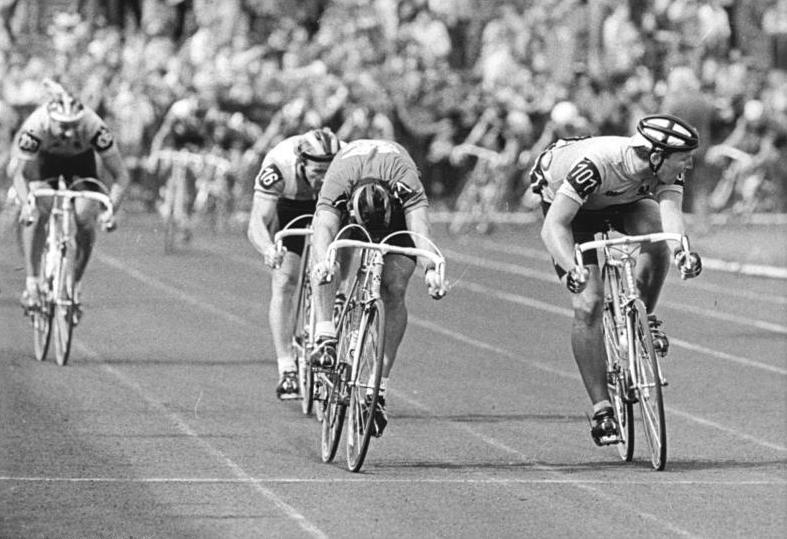
Abdoujaparov, en el centro de la imagen, durante una carrera en Alemania en 1987 con el equipo soviético.

| 1985 - 1 etapa del Tour del Porvenir 1991 - 2 etapas del Tour de Francia, más clasificación por puntos - 2 etapas de la Vuelta a Murcia - Gante-Wevelgem - 1 etapa de la Volta a Cataluña - Giro del Piamonte 1992 - 4 etapas de la Vuelta a España, más clasificación por puntos - 2 etapas de la Vuelta a Valencia 1993 - 3 etapas del Tour de Francia, más clasificación por puntos - 3 etapas de la Vuelta a España - 1 etapa de la Vuelta a Suiza 1994 - Polynormande - Memorial Rik Van Steenbergen - 2 etapas del Tour de Francia, más clasificación por puntos - 2 etapas de la París-Niza - 2 etapas de la Vuelta a los Países Bajos - 1 etapa del Giro de Italia, más clasificación por puntos y clasificación del Intergiro | 1995 - 1 etapa del Tour de Francia 1996 - 1 etapa del Tour de Francia - 1 etapa de la Vuelta a Murcia - 1 etapa de la Tirreno-Adriático 1997 - 2 etapas de la Dauphiné Libéré - Tour de l'Oise - La Côte Picarde |

## Resultados en Grandes Vueltas y Campeonato del Mundo
| Carrera         | Carrera         | 1990  | 1991  | 1992  | 1993 | 1994 | 1995 | 1996 | 1997 |
| --------------- | --------------- | ----- | ----- | ----- | ---- | ---- | ---- | ---- | ---- |
|                 | Giro de Italia  | 132.º | 116.º | Ab.   | —    | 44.º | —    | Ab.  | —    |
|                 | Tour de Francia | 145.º | 85.º  | F.c.  | 76.º | 57.º | 56.º | 78.º | Exp. |
|                 | Vuelta a España | Ab.   | —     | 105.º | 63.º | —    | Ab.  | —    | —    |
| Mundial en Ruta | Mundial en Ruta | —     | —     | —     | —    | Ab.  | —    | —    | —    |